# Союзпечать
«Союзпеча́ть» — существовавший в советское время государственный орган управления и сеть организаций и предприятий по распространению периодических печатных изданий в системе вначале Наркомата, а затем Министерства связи СССР. В истории этой отрасли её подразделения организационно подчинялись:
- Центральному агентству ВЦИК («Центропечати»; 1918—1921),
- Всесоюзному объединению «Союзпечать» (1930—1932),
- Центральному управлению по распространению печати «Союзпечать» (1932—1953),
- Главному управлению по распространению печати «Союзпечать» (1953—1987),
- Центральному рознично-подписному агентству «Союзпечать» (1987—1994).

С 1965 года в структуре этого ведомства действовало специализированное Центральное филателистическое агентство «Союзпечать», отвечавшее за подготовку и распространение филателистических материалов и литературы. После распада СССР система «Союзпечати» реорганизована и перешла под начало ОАО «Агентство „Роспечать“».

## Структура и деятельность
В структуру «Союзпечати», помимо Главного управления, входили отделения и агентства на местах, специализированные магазины, киоски, передвижные средства торговли, автоматы по продаже газет и журналов, все вместе составлявшие разветвленную сеть розничной торговли. К примеру, на 1 января 1975 года в неё входило более 500 магазинов, 30 500 киосков, около 11 тысяч торговых автоматов. С помощью этой сети, в дополнение к периодической печати, реализовывались филателистические материалы, книги, брошюры, изобразительная продукция, нагрудные знаки (значки) и некоторые другие товары массового спроса.
Основной задачей «Союзпечати» являлась продажа на территории СССР по подписке и в розницу выпускавшихся в стране и за рубежом газет и журналов. С этой целью ежегодно Главное управление, а также местные органы «Союзпечати» издавали каталоги и прейскуранты с перечнем печатных изданий и условий подписки на них. Подписку, помимо отделений и агентств «Союзпечати», оформляли отделения связи и общественные распространители печати на предприятиях, в колхозах, совхозах, учреждениях и организациях.

## История

### Предыстория
Распространение прессы и книжной продукции в дореволюционной России являлось важной составной частью инфраструктуры общества. Этим занимались артели (экспедирование и доставка в города) и частные подписные конторы, в функции которых также входили расклеивание афиш, доставка по домам срочных писем и ценных бандеролей. На железнодорожных станциях с 1906 года действовала сеть киосков «Контрагентства А. С. Суворина», где продавались газеты и журналы.

### Ранний советский период
В ноябре 1917 года частное предприятие Суворина было национализировано и на его основе было учреждено сначала Контрагентство ЦИК ССР, а затем Агентство ВЦИК.
21 ноября 1918 года принятым Советом народных комиссаров РСФСР декретом за подписью В. И. Ленина на Наркомат почт и телеграфов была возложена обязанность централизованного распространения и экспедирования советских периодических печатных изданий. Во исполнение этого декрета был создан специальный отдел печати. В результате этих решений Совнаркома в ноябре 1918 года возникло Центральное агентство ВЦИК («Центропечать»), которое объединило все имевшиеся на тот момент каналы поставок, а к маю 1919 года, согласно второму декрету СНК от 5 мая того же года, практически единолично стало производить экспедицию периодики и литературы в молодой советской стране.
Аппарат «Центропечати» имел разветвленную сеть. В Москве было организовано 22 отдела, в которых было занято в общей сложности 3000 человек. В целом в «Центропечати» имелось 17 тыс. сотрудников. Экспедиционное хозяйство агентства включало:
- шесть центральных экспедиций (багажная, почтовая, книжная, комплектов, комиссариатов и пластинок),
- восемь газетных экспедиций при типографиях,
- девять экспедиций при вокзалах и
- 11 районных экспедиций.

С 1 января 1919 года при всех почтово-телеграфных учреждениях Советской России начали осуществляться:
- розничная продажа газет и книг,
- распространение печатной продукции по подписке.

13 декабря 1921 года Коллегия Агитпропотдела ЦК РКП(б) постановила ликвидировать «Центропечать» и создать орган по распространению и экспедированию советской и партийной печати, который имел права государственного учреждения, работавшего на началах кооперативного товарищества на паях, пайщиками и участниками которого были советские, партийные и профессиональные газеты. В соответствии с этим решением в январе 1922 года была образована Центральная экспедиция советской и партийной печати (ЦЭП). Тогда же, в самом начале 1922 года, бывший железнодорожный отдел «Центропечати» был реформирован в Контрагентство печати. С 1924 года при Отделе печати ЦК партии начало работать Газетное объединение, при котором была организована Комиссия по распространению печати. В 1926 года появился ещё один орган — Издательская техническая подкомиссия по вопросам распространения при Комитете по делам печати.

### Основание «Союзпечати»
С увеличением количества распространяемых в Советском Союзе наименований и тиражей печатных изданий всё более сказывалось несовершенство существовавших механизмов их распространения. Для модернизации системы 16 августа 1930 года по решению СНК СССР было организовано централизованное и широко разветвленное Всесоюзное объединение «Союзпечать». На местном уровне отделы «Союзпечати» находились в подчинении у региональных почтово-телеграфных контор.
В июне 1932 года в структуре Наркомата связи СССР было учреждено Центральное управление распространения печати «Союзпечать», которое занялось организацией приёма и разработкой техники оформления подписки и розничным распространением. Его опорными пунктами являлись:
- Центральный газетно-журнальный почтамт,
- Центральная подписная контора «Союзпечати» (с августа 1932),
- Центральная розничная контора «Союзпечати» (с сентября 1932),
- местные, краевые, областные и городские отделы,
- а также отделы печати и райорганизаторы при районных конторах связи.

Областные отделы «Союзпечати» были организованы при областных управлениях связи, а в районных центрах были введены специальные отделы по распространению печати — районные (городские) бюро «Союзпечати». В августе 1932 года в 14 городах страны при отделениях «Союзпечати» были также открыты республиканские, краевые и областные подписные конторы, а в сентябре того же года в 21 городе появились региональные розничные конторы.
В 1937 году в ведение «Союзпечати» перешли руководство и функции экспедирования периодической печати, а также газетно-журнальные почтамты и экспедиции, подчинявшиеся ранее Почтовому управлению Наркомата связи.
Благодаря усилиям по развитию индустрии подписки и розницы, к началу 1941 года общий разовый тираж городских и районных газет достиг 10,5 млн экземпляров, а общий разовый тираж журналов — 11,5 млн. В городах, на железнодорожных станциях и в селах Советского Союза на тот момент имелось около 5500 киосков «Союзпечати».

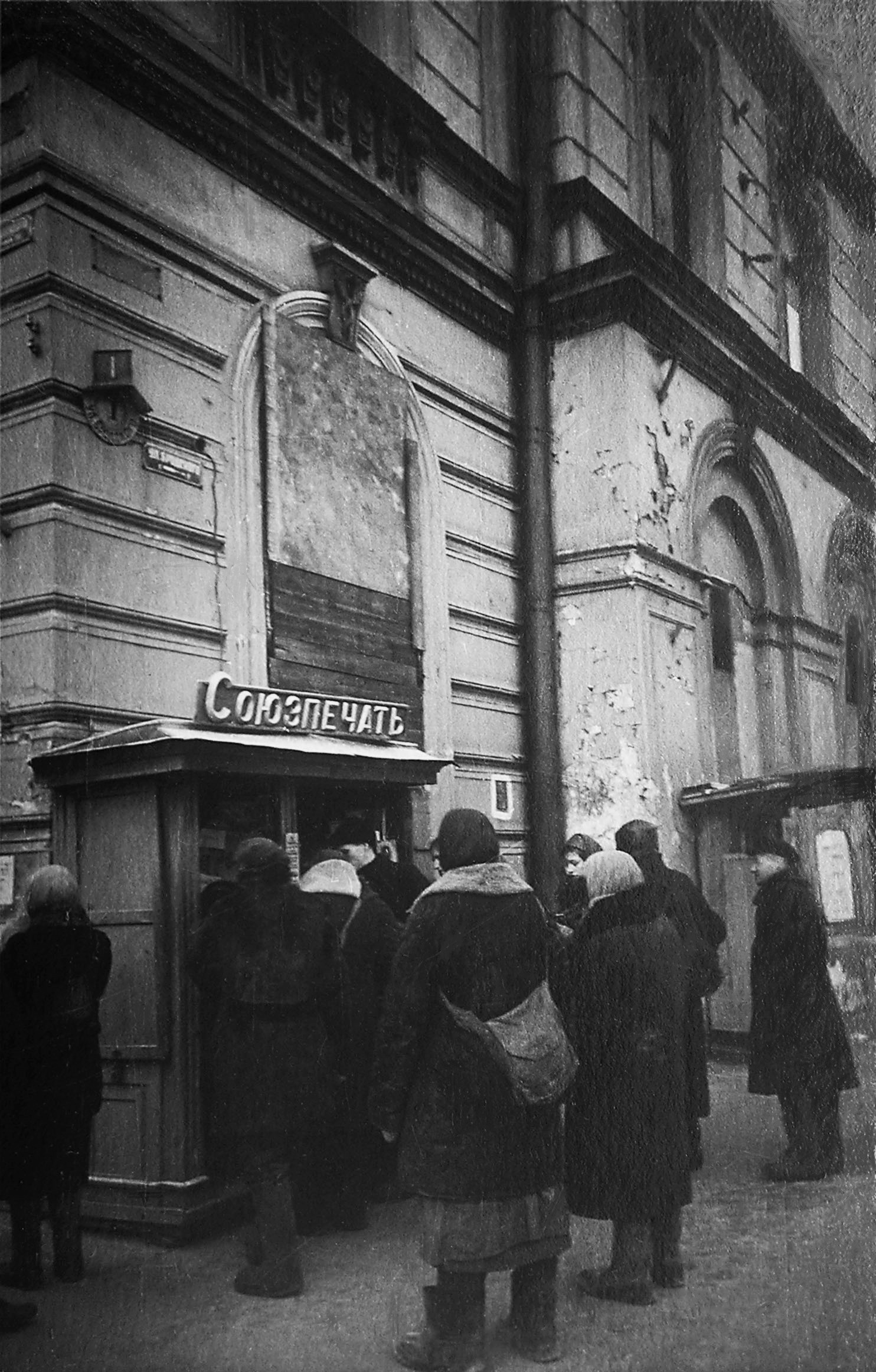
«Союзпечать» в блокадном Ленинграде, 1942 г.

### Военное время
В годы Великой Отечественной войны «Союзпечать» продолжала оказывать свои услуги на фронте и в тылу, однако формы и методы работы значительно изменились. Первоочередная доставка необходимого количества центральных газет проводилась в боевые армейские подразделения. Эта нелёгкая задача выполнялась работниками военной и гражданской почты и «Союзпечати» совместно с Главным политическим управлением Красной Армии. Далее снабжались резервные и тыловые формирования действующей армии, а затем население. Широкую индивидуальную подписку сменило лимитированное распределение газет и журналов по промышленным предприятиям, учебным заведениям, колхозам и совхозам.
Военные экспедиции для рассылки печати на фронт часто применяли авиацию. В прифронтовых районах они снабжали войсковые части прессой нередко в условиях, когда требовалось проявлять мужество и героизм при выполнении служебных обязанностей. За образцовое выполнение заданий партии и правительства в области распространения печати в военное время большая группа работников «Союзпечати» была удостоена в июне 1943 года государственных наград.
В городах важное значение в годы войны приобрели газетные витрины, сеть которых была увеличена почти на половину. За один только 1943 год их число возросло с 78,3 тыс. до 116 тыс. единиц. В то же время, ввиду захвата части территории страны немецкими войсками, заметно уменьшилось количество киосков «Союзпечати» — до 2,1 тыс., из которых 500 было на селе и 1600 — в городах. Сотрудниками агентства в этот период проводилась общественная работа по распространению на фронте боевых листков, плакатов, лозунгов, а в тылу — специальных «молний», листовок, бюллетеней под лозунгом «Все для фронта!».

### Послевоенные годы
Во второй половине 1940-х и в 1950-е годы довоенная система распространения печати была восстановлена и получила дальнейшее развитие. Следуя послевоенному Постановлению Совета Министров СССР, от распределения печати по организациям и предприятиям, характерного для военного времени, вернулись к обычной системе распространения в виде свободной продажи и индивидуальной подписки. Уже к началу 1947 года наблюдалось увеличение разовых тиражей центральных газет и журналов по сравнению с военным периодом на 7,1 млн экземпляров, а их общее количество составило 27,3 млн. Однако на всей территории страны имелось лишь 4560 киосков, и в 1951 году была поставлена задача установить 5000 новых киосков в районных центрах, совхозах и колхозах. Особое внимание было уделено продаже печатных изданий в поездах и на железнодорожных станциях, прямому снабжению 350 вокзальных киосков, расширению сети киосков в аэропортах и на водном транспорте.
В 1953 году прежнее ведомство было реорганизовано в Главное управление по распространению печати «Союзпечать» Министерства связи СССР. Затем изменения коснулись Центрального газетно-журнального почтамта. Функции экспедирования были отданы почтовым учреждениям.
В середине 1950-х годов, благодаря активной работе «Союзпечати», в СССР на тысячу человек приходилось 290 газет и журналов, а каталог советских газет и журналов пополнялся всё новыми и новыми изданиями. В 1954 году начались подписка и распространение газет и журналов социалистических стран.

### Дальнейшее развитие
На протяжении 1959—1965 годов были усовершенствованы работа «Союзпечати» и структура её органов, что способствовало улучшению обслуживания населения. К 1963 году в результате целого ряда изменений сформировалась чёткая структура отрасли, способная удовлетворять растущие потребности советских людей в печати.
В 1960-е годы также происходило техническое переоснащение отрасли: строились новые киоски и магазины «Союзпечати», устанавливались автоматы для продажи газет, улучшалось обеспечение транспортом.
В 1964 году часть прибыли подведомственных предприятий «Союзпечати» стала направляться на приобретение производственного оборудования, средств механизации и строительство производственных зданий. Это позволило укрепить и расширить материально-техническую базу агентства. По типовым проектам возводились здания районных и городских агентств, а сеть киосков увеличилась до 22 тыс. единиц.
Менялась и структура ведомства. В мае 1963 года вместо Центральной конторы по обработке заказов и Центральной розничной конторы были образованы Центральное подписное и Центральное розничное агентства (ЦПА и ЦРА). В следующем году в областных, краевых и республиканских центрах РСФСР появились самостоятельные хозрасчётные предприятия — подписные и розничные агентства «Союзпечати». В том же 1964 году приступили к абонементной системе приёма подписки с использованием операционно-кассовых машин; это позволило значительно повысить качество и эффективность производственных процессов на предприятиях «Союзпечати».

### Поздний советский период
В 1969 году в действие вступил Кустовский вычислительный центр «Союзпечати» в Рязани. С его помощью решался целый комплекс задач подписки и розницы, автоматизации процессов сбора, передачи и обработки информации, с выдачей машинным способом контрольной, расчётной и экспедиционной документации.
Разрасталась и сфера деятельности предприятий ведомства:
- расширен ассортимент товаров в розничной торговле (1971);
- приняты к централизованному распространению и экспедированию материалы, изданные органами научно-технической информации и издательством «Плакат» (1974);
- введена подписка с перерывом на часть срока (1979);
- разрешена покупка у населения подержанных журналов и продажа их в розничной торговой сети (1981).

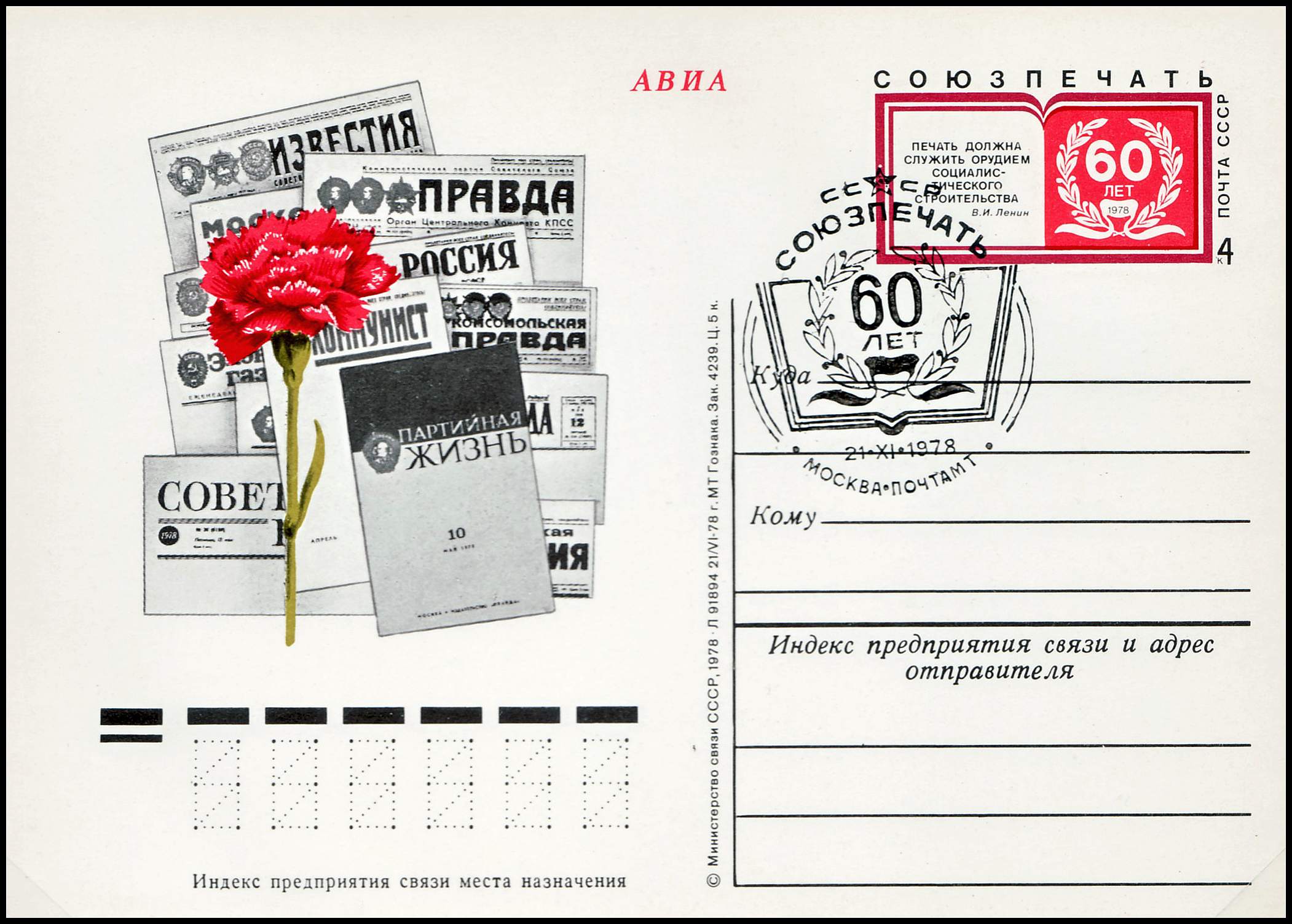
Односторонняя почтовая карточка с оригинальной маркой «60-летие Союзпечати», СССР, 1978.
Художник В. Мартынов. Спецгашение: Москва, Почтамт, 21.11.1978

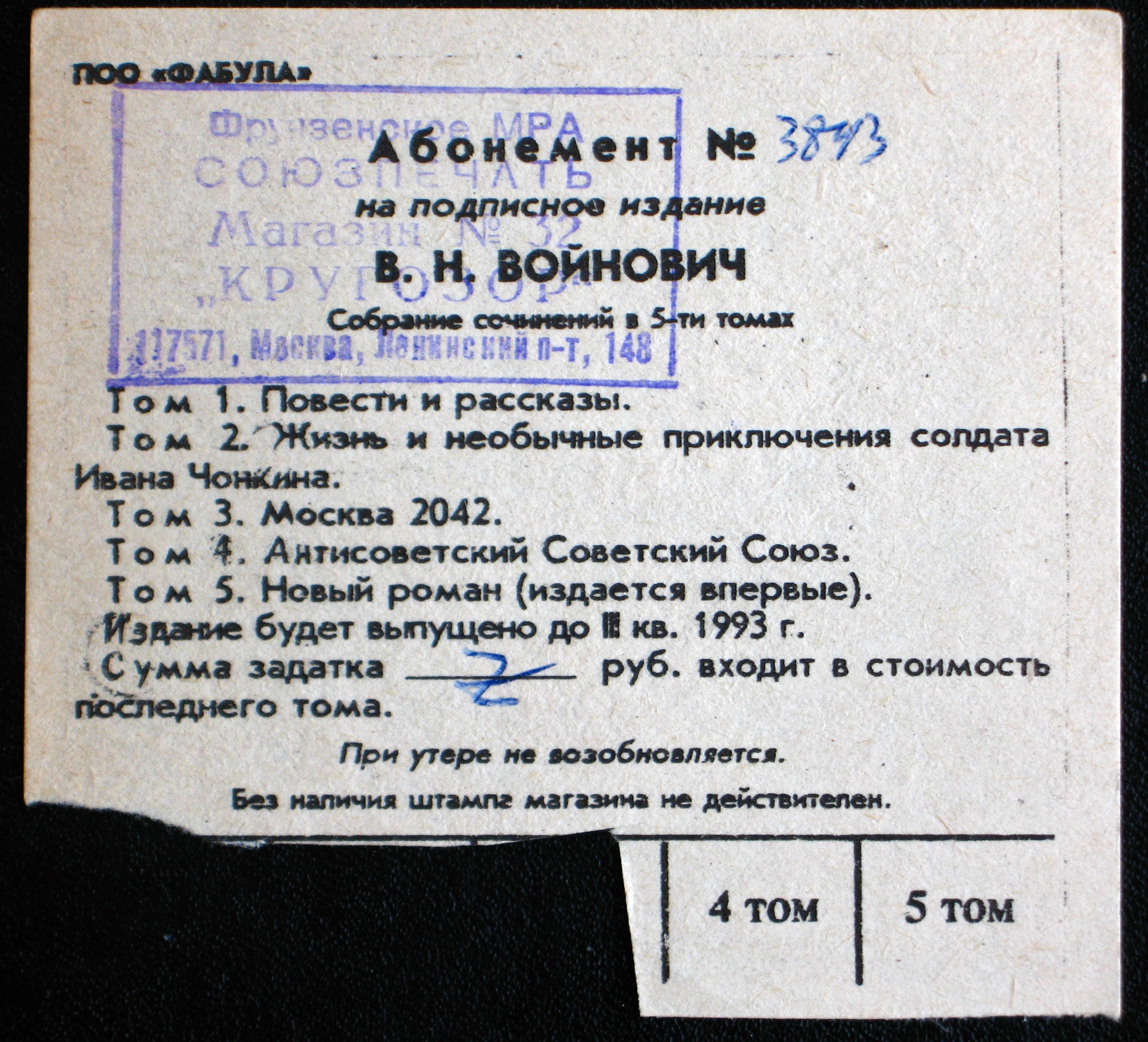
Подписной абонемент на собрание сочинений В. Войновича. Фрунзенское межрайонное агентство «Союзпечать», Москва (1991)

К 1980 году «Союзпечать» располагала крепкой материально-технической базой и имела устойчивые экономические показатели:
- среднегодовая численность работников сферы распространения печати составила 84,8 тыс. человек;
- киосковая сеть возросла до 34,3 тыс. единиц;
- действовало 620 магазинов «Союзпечати» и
- имелось 11,6 тыс. автоматов.

В октябре 1987 года Министерство связи СССР объединило ЦПА и ЦРА в одну организацию — Центральное рознично-подписное агентство «Союзпечать» (ЦРПА). В 1988 году было образовано Главное управление почтовой связи и распространения печати (ГУПС и РП) Министерства связи СССР, которое отвечало за развитие и совершенствование почтовой связи и распространения печати. При этом непосредственно подпиской стали заниматься отделения связи, а в обязанности ЦРПА «Союзпечать» входили лишь розничное распространение печати, издание подписных каталогов и обработка заказов на подписку.

### После распада СССР
После распада СССР произошло реформирование отрасли. В ноябре 1992 года вышел Указ Президента Российской Федерации, согласно которому вместо ГУПС и РП при Министерстве связи создавалось Федеральное управление почтовой связи. За организацию подписки на периодику отвечали российские отделения связи, а «Союзпечать» занималась только розничным распространением периодической печати.

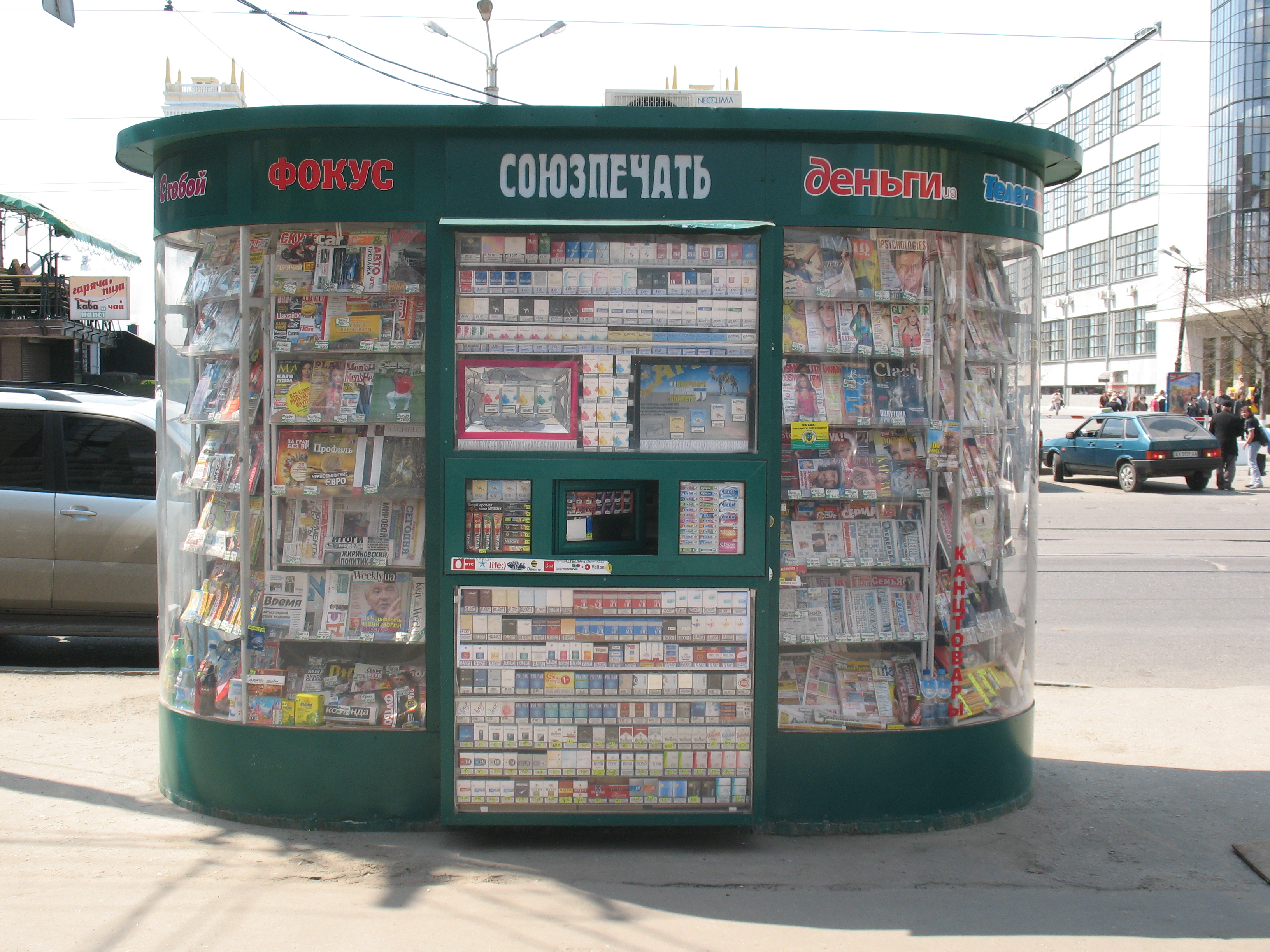
Киоск «Союзпечати» в Харькове (Украина, 2011)

В 1994 году в соответствии с государственной программой приватизации произошло акционирование ЦРПА «Союзпечать», и на его базе возникло Открытое акционерное общество «Агентство „Роспечать“». К декабрю 1994 года 47 региональных отделений (бо́льшая часть) бывшей общероссийской сети были приватизированы и акционированы.
Хотя с прекращением Союза ССР агентство «Союзпечать» также прекратило свою деятельность, этот бренд продолжает использоваться в настоящее время в названиях профильных и непрофильных объединений и компаний. Одной из таких организаций является Некоммерческое партнерство «Национальная сеть распространения прессы „Союзпечать“», основанное 14 февраля 2005 года и объединяющее предприятия по распространению печатных изданий на территории России, а также Белоруссии. Название «Союзпечать» носят некоторые региональные компании распространения прессы и рекламно-производственные фирмы в России, а также организации и компании в Белоруссии, на Украине и в некоторых других странах бывшего Советского Союза.

## ЦФА «Союзпечать»

Вкладыши в прозрачные пакетики с тематическими наборами гашёных почтовых марок СССР (Главная филателистическая контора и ЦФА «Союзпечать», 1960-е)

Согласно Постановлению Совета Министров СССР № 733 от 4 октября 1965 года «О мерах по улучшению издания почтовых марок и торговли ими» (пункты 1 и 5), Министерству связи СССР были поручены организация филателии в стране, определение тиражей, тематики издания коллекционных марок, осуществление их реализации и издание каталогов почтовых марок. В октябре 1965 года задачи развития филателии в Советском Союзе были возложены на Главное управление по распространению печати «Союзпечать». В его обязанности стала входить продажа на территории страны всех филателистических материалов, в связи с чем в его структуре в том же году было учреждено Центральное филателистическое агентство «Союзпечать» (ЦФА «Союзпечать»). Часть издававшихся в СССР новых марок направлялась в это агентство для реализации в специально организованных в рамках этой системы магазинах «Филателия». Филателистические материалы продавались в магазинах и киосках «Союзпечати» по государственным ценам. Для снабжения членов Всесоюзного общества филателистов (ВОФ) коллекционными материалами в торговых точках «Союзпечати» была введена абонементная система. В торговую сеть «Союзпечати» поступали также для продажи другие филателистические товары, например, марочные наклейки.
Кроме того, ЦФА «Союзпечать» занималось распространением наборов коллекционных почтовых марок — в виде тематических и годовых сброшюрованных тетрадок и расфасованных в пакетах наборов. Они были главным образом предназначены для начинающих филателистов.
| | |
| Лист сброшюрованной тетрадки с нанесённой сеткой и прикреплёнными к нему с помощью особых наклеек почтовыми марками СССР, собранными по теме «Учёные и деятели культуры СССР» | Описательный штемпель на четвёртой странице обложки предварительно сформированной коллекции почтовых марок СССР (1981) |

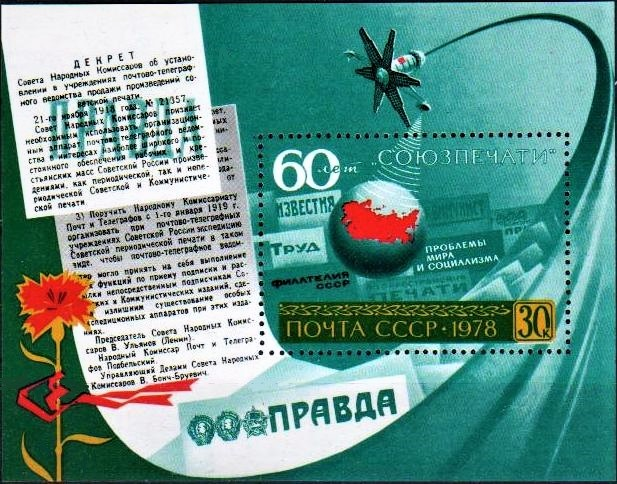
Почтовый блок СССР, 1978. 60-летие Союзпечати

Одно из подразделений ЦФА — участок № 3 по обработке и реализации зарубежной продукции — отвечало за подготовку закупавшихся за границей филателистических материалов для их дальнейшего распространения и продажи в регионах Советского Союза. Участок, как и другие подобные подразделения агентства, был укомплектован опытными сортировщицами и инструкторами. Так, в середине 1970-х годов здесь трудились сортировщицы А. Авакян и Т. Требузина и инструктор В. Кузина.
В 1975 году Ленинградское городское агентство «Союзпечать» впервые провело опрос филателистов в киосках и магазинах города. С целью изучения покупательского спроса в анкету было включено 11 вопросов, которые касались коллекционирования марок. По сообщению начальника отдела филателии Ленгорагентства Б. Яхода, было подготовлено 20 тысяч анкет и получено 3340 ответов. Из опрошенных филателистов 76 % были неорганизованными коллекционерами и только 24 % — членами ВОФ. 90 % предпочитали собирать выпуски СССР по хронологии, а 10 % — почтовые марки социалистических стран. Большой популярностью пользовалось тематическое коллекционирование.
В порядке выполнения задач, поставленных в области развития филателии решениями Советского правительства, агентство приступило к подготовке и выпуску каталогов почтовых марок СССР и некоторых других стран, а также к изданию другой филателистической литературы. В период с 1969 по 1987 год агентство отвечало за выпуск журнала «Филателия СССР».
ЦФА «Союзпечать», по согласованию с Правлением ВОФ, установило также обменный лимит, в пределах которого советскими коллекционерами осуществлялся международный филателистический обмен.

Спичечная этикетка из серии «Союзпечать — Филателия» с призывом «Подписывайтесь на журнал „Филателия СССР“» (Барнаульская спичечная фабрика, 1968)